# J.League Best Young Player
Als J. League Best Young Player (jap. ベストヤングプレーヤー賞, besuto yangu purēyāshō), zuvor Japan Soccer League (1973–1992) bzw. J. League (1993–2009) Rookie des Jahres (jap. 新人王, shinjin’ō) wird alljährlich der beste neue Spielerzugang der höchsten japanischen Fußballliga ausgezeichnet.

## Japan Soccer League
| Jahr    | Fußballer           | Fußballverein      | Nationalität |
| ------- | ------------------- | ------------------ | ------------ |
| 1973    | Hiroo Abe           | Yanmar Diesel      | Japan        |
| 1974    | Mitsunori Fujiguchi | Mitsubishi Motors  | Japan        |
| 1975    | Kazuo Saitō         | Mitsubishi Motors  | Japan        |
| 1976    | Shigemi Ishii       | Furukawa Electric  | Japan        |
| 1977    | Tsutomu Sonobe      | Fujita Industries  | Japan        |
| 1978    | Noboru Nagao        | Mitsubishi Motors  | Japan        |
| 1979    | Shigemitsu Sudō     | Hitachi            | Japan        |
| 1980    | Atsushi Natori      | Mitsubishi Motors  | Japan        |
| 1981    | Yutaka Ikeuchi      | Fujita Industries  | Japan        |
| 1982    | Shigeru Sarusawa    | Mazda              | Japan        |
| 1983    | Kōichi Hashiratani  | Nissan Motors      | Japan        |
| 1984    | Takashi Sekizuka    | Honda              | Japan        |
| 1985/86 | Kazuo Echigo        | Furukawa Electric  | Japan        |
| 1986/87 | Nobuhiro Takeda     | Yomiuri            | Japan        |
| 1987/88 | Kenji Komata        | Yamaha Motors      | Japan        |
| 1988/89 | Osamu Maeda         | All Nippon Airways | Japan        |
| 1989/90 | Ken’ichi Shimokawa  | Furukawa Electric  | Japan        |
| 1990/91 | Masami Ihara        | Nissan Motors      | Japan        |
| 1991/92 | Takuya Takagi       | Mazda              | Japan        |

## J. League
| Jahr | Fußballer            | Fußballverein       | Nationalität |
| ---- | -------------------- | ------------------- | ------------ |
| 1993 | Masaaki Sawanobori   | Shimizu S-Pulse     | Japan        |
| 1994 | Kazuaki Tasaka       | Bellmare Hiratsuka  | Japan        |
| 1995 | Yoshikatsu Kawaguchi | Yokohama Marinos    | Japan        |
| 1996 | Toshihide Saitō      | Shimizu S-Pulse     | Japan        |
| 1997 | Atsushi Yanagisawa   | Kashima Antlers     | Japan        |
| 1998 | Shinji Ono           | Urawa Red Diamonds  | Japan        |
| 1999 | Yūji Nakazawa        | Verdy Kawasaki      | Japan        |
| 2000 | Kazuyuki Morisaki    | Sanfrecce Hiroshima | Japan        |
| 2001 | Kōji Yamase          | Consadole Sapporo   | Japan        |
| 2002 | Keisuke Tsuboi       | Urawa Red Diamonds  | Japan        |
| 2003 | Daisuke Nasu         | Yokohama F. Marinos | Japan        |
| 2004 | Takayuki Morimoto    | Tokyo Verdy         | Japan        |
| 2005 | Robert Cullen        | Júbilo Iwata        | Japan        |
| 2006 | Jungo Fujimoto       | Shimizu S-Pulse     | Japan        |
| 2007 | Takanori Sugeno      | Kashiwa Reysol      | Japan        |
| 2008 | Yoshizumi Ogawa      | Nagoya Grampus      | Japan        |
| 2009 | Kazuma Watanabe      | Yokohama F. Marinos | Japan        |
| 2010 | Takashi Usami        | Gamba Osaka         | Japan        |
| 2011 | Hiroki Sakai         | Kashiwa Reysol      | Japan        |
| 2012 | Gaku Shibasaki       | Kashima Antlers     | Japan        |
| 2013 | Takumi Minamino      | Cerezo Osaka        | Japan        |
| 2014 | Caio                 | Kashima Antlers     | Brasilien    |
| 2015 | Takuma Asano         | Sanfrecce Hiroshima | Japan        |
| 2016 | Yosuke Ideguchi      | Gamba Osaka         | Japan        |
| 2017 | Yūta Nakayama        | Kashiwa Reysol      | Japan        |
| 2018 | Hiroki Abe           | Kashima Antlers     | Japan        |
| 2019 | Ao Tanaka            | Kawasaki Frontale   | Japan        |